# 1257

## Родени
- 14 октомври – Крал Пшемисъл II, владетел на Полша